# Sargus aurora
Sargus aurora är en tvåvingeart som först beskrevs av Lindner 1935.  Sargus aurora ingår i släktet Sargus och familjen vapenflugor. Inga underarter finns listade i Catalogue of Life.